# ユリウス・ポルクス
ユリウス・ポルクス（ラテン語: Iulius Pollux、英語: Julius Pollux、fl. 2世紀ごろ）は、ローマ帝国期のアテナイで活動した、エジプトのナウクラティス出身の学者。文法学者、弁論家、第二次ソフィスト。古代ギリシア語の辞典『オノマスティコン』の編纂者として知られる。 
ポルクスではなくポルックス、ポッルクスとも表記される。古代ギリシア語に即した表記はイウーリオス・ポリュデウケースまたはユリオス・ポリュデウケス（Ἰούλιος Πολυδεύκης, Ioulios Polydeukēs）。 

## 人物
ピロストラトスの『ソフィスト列伝』にポルクス伝があり、略歴や人物評、弁論の例が記されている。 
ローマ帝国期のエジプトのナウクラティスで生まれた。同地で少年期を過ごした後、アテナイに赴き、第二次ソフィストのテュロスのハドリアヌスのもとで弁論術を学んだ。その後、アテナイで弁論術の学校を開いた。その弁論術の腕前によってコンモドゥス帝から寵愛され、アテナイの弁論術教授の席を賜った。弟子にソフィストのアンティパトロスがいる。 
同時代の風刺作家ルキアノスの『レクシパネース』（Λεξιφάνης）で、風刺の対象になっている。同じくルキアノスの『弁論教師』（Ῥητόρων Διδάσκαλος）のモデルとも推測される。 

## 作品
ポルクスは、全10巻からなる古代ギリシア語の辞典『オノマスティコン』（Ὀνομαστικόν, Onomasticon）の編纂者として知られる。 
『オノマスティコン』は、その題名の通り、様々な「オノマ」（名前・名辞、ὄνομα）について説明する書物であり、日本語では『名前の書』、『語彙辞典』、『辞林』などとも訳される。なお、「オノマスティコン」という題名の書物は、同書以外にもある。
同書は辞典・百科事典のような形式をとりつつも、項目をアルファベット順ではなく分類順に並べて、シソーラスのような形式で書かれている。扱う項目は多岐にわたり、現代の西洋古典学や文化史の研究においても時々参照される。とりわけ、演劇史や音楽史、法制史や法廷弁論に関する項目が注目に値する。珍項目として、収税吏に対する罵倒語の一覧がある。項目の多くは、1世紀の学者、アレクサンドリアのパンフィロスに依拠している。項目にはしばしば、散逸した文献の断片が収録されている。 
16世紀には、アルドゥス・マヌティウスらによって『オノマスティコン』の版本が出版された。また、スイスのプロテスタントの神学者、Rudolf Gwaltherによってラテン語訳が編纂された。これにより、ルネサンス期の好古家や解剖学者たちがギリシア語の語彙を使用しやすくなった。
19世紀には、イギリスの古典学者、ウィリアム・スミスが英語の『古代ギリシア・ローマ辞典』などを編纂する際の土台の一つになった。また19世紀から20世紀にかけては、ドイツのイマヌエル・ベッカーやヴィルヘルム・ディンドルフ、エーリヒ・ベーテによって、ギリシア語の定本・注釈書が編纂された（#外部リンク）。 
なお、ポルクスには弁論術についての著書も複数あった。10世紀の百科事典『スーダ』にはその題名が記されているが、全て散逸してしまった。